# Vodivý polymer
Vodivý polymer je polymer, který se chová jako vodič nebo polovodič elektrického proudu. Mezi nejznámější vodivé polymery patří polyanilin, polypyrrol a polyacetylen.

## Historie
V roce 1963 popsali Australan D.E. Weiss se spolupracovníky  poměrně vysokou elektrickou vodivost polypyrrolu po oxidaci (dopování) jodem. Práce však nevyvolala velký ohlas, podobně jako některé další pozdější pionýrské objevy. Objev vodivých polymerů je proto přisuzován až Američanům Alanu J. Heegerovi a Alanu MacDiarmidovi a Japonci Hidekimu Širakawovi, kteří v roce 1977 popsali kovovou vodivost polyacetylenu dopovaného jodem. V roce 2000 za tento objev získali Nobelovu cenu za chemii.

## Elektrická vodivost konjugovaných polymerů
Běžné organické polymery, jako např. polystyren, polyethylen nebo polymethylmethakrylát, jsou elektrické izolanty, s pevně vázanými valenčními sp3 hybridizovanými elektrony. Pokud se ve struktuře (v hlavním řetězci) polymeru pravidelně střídají jednoduché a dvojné (případně trojné) chemické vazby, jde o konjugovaný polymer. Elektrony v sp2 hybridizaci jsou v takovém polymeru více či méně delokalizovány, což mj. vede k tomu, že se povaha jednoduchých vazeb začne podobat dvojným vazbám a naopak - podobně jako v molekule benzenu a dalších aromatických uhlovodíků. Přesto jsou takové polymery obvykle v čistém stavu izolanty nebo polovodiče a elektrické vodiče se z nich stávají až účinkem dopování sloučeninami, které polymeru odebírají elektrony nebo je naopak do polymeru dodávají (např. alkalické kovy nebo halogeny). Pohyblivost elektronů a/nebo dalších nosičů elektrického náboje po polymerním řetězci se tím výrazně zvýší. Elektrická vodivost může dopováním vzrůst o několik řádů a dosáhnout vodivosti mědi nebo stříbra.

## Vlastnosti a využití vodivých polymerů
Ve srovnání s anorganickými polovodiči nebo vodiči jsou organické polymerní polovodiče nebo vodiče obecně méně stabilní vůči vyšším teplotám a účinkům kyslíku i dalších chemikálií. Naopak mezi jejich výhody patří podstatně nižší energetická náročnost výroby, u některých z nich dobrá zpracovatelnost běžnými plastikářskými technologiemi (lití, lisování apod.), lepší mechanické vlastnosti (pružnost, ohebnost) a možnost jemně ladit jejich vlastnosti úpravou chemické struktury. Některé vodivé polymery se už proto komerčně vyrábějí, např. poly(3,4-ethylendioxythiofen) neboli PEDOT. Tento průhledný vodivý polymer se ve formě směsi se sodnou solí polystyrensulfonové kyseliny využívá např. jako antistatický prostředek. Další konjugované/vodivé polymery jsou nadějnými kandidáty pro využití v displejích na bázi organických svítivých diod (OLED ), v polymerních fotovoltaických článcích, v organických tranzistorech, v biochemických a chemických senzorech atd.